# Scopula lugubriata
Scopula lugubriata är en fjärilsart som beskrevs av Fletcher 1958. Scopula lugubriata ingår i släktet Scopula och familjen mätare. Inga underarter finns listade.